# Praomys minor
Praomys minor — вид гризунів родини мишевих (Muridae). Зустрічається тільки в Демократичній Республіці Конго. Його природне місце існування — субтропічні або тропічні вологі рівнинні ліси.

## Морфологічні характеристики
Це дрібний гризун з довжиною голови і тіла від 91 до 114 мм, довжиною хвоста від 120 до 137 мм, довжиною лап від 21 до 23 мм і довжиною вуха від 13 до 17 мм. Верх червонувато-коричневий. Навколо очей темно-коричневі кільця. Нижня частина тіла біла з сірими основами волосків. Ноги білі. Хвіст довший за голову й тулуб, рівномірно темно-коричневий і всіяний дрібними волосками.

## Поведінка
Це нічний і частково деревний вид. Будує гнізда в дуплах дерев.